# Paüls
Paüls település Spanyolországban, Tarragona tartományban. Paüls Horta de Sant Joan, Alfara de Carles, Prat de Comte, Benifallet és Xerta községekkel határos. Lakosainak száma 544 fő (2024).

## Népesség
A település népessége az elmúlt években az alábbi módon változott:
| Lakosok száma | 227  | 1241 | 1082 | 934  | 740  | 609  | 598  | 596  | 556  | 544  |
|               | 1717 | 1900 | 1940 | 1960 | 1986 | 2005 | 2010 | 2014 | 2019 | 2024 |